# Campanha húngara de 1527-1528
Após a Batalha de Mohács, os otomanos foram obrigados a se retirarem porque acontecimentos em outros pontos da seu vasto império exigiam a atenção do sultão Solimão, o Magnífico. Aproveitando-se dessa ausência, Fernando I tentou fazer valer a sua reivindicação de rei da Hungria. Em 1527, ele avançou contra o vassalo otomano João Zápolya e capturou Buda, Raab, Komárom, Gran e Székesfehérvár, já em 1528. Nesse momento, o sultão otomano não teve qualquer reação, apesar dos apelos de seu vassalo.

## Conseqüências
Para os austríacos, a vitória aqui seria muito decepcionante. Em 10 de maio de 1529, Solimão, o Magnífico lançou o seu contra-ataque revertendo todas as conquistas anteriormente realizadas por Fernando. A maior decepção foi o fato de que muitos dos recém capturado fortes terem se rendido sem resistência facilitando grandemente o rápido avanço otomano. Em conseqüência, Solimão foi capaz de chegar até Viena e sitiá-la.